# Lauri Asikainen
Lauri Asikainen (* 28. Mai 1989 in Savonlinna, Finnland) ist ein ehemaliger finnischer Nordischer Kombinierer und Skispringer.

## Werdegang
Asikainen startete erstmals am 12. März 2005 im B-Weltcup der Nordischen Kombinierer, konnte aber kaum nennenswerte Erfolge erzielen. Bei der Junioren-Weltmeisterschaft 2007 in Tarvisio, Italien nahm er neben den Wettbewerben in der Nordischen Kombination auch am in Planica ausgetragenen Skisprungwettbewerb als Springer für das finnische Team teil und belegte am Ende auf der Normalschanze den 3. Platz. In den Wettbewerben der Nordischen Kombination wurde er im Wettkampf nach der Gundersen-Methode 29. bzw. im Sprint 17. und belegte mit dem finnischen Team den 6. Platz. Die Teilnahme am Skisprung-Wettbewerb war die einzige, die er mit dem finnischen Team bestritt.
Am 29. November 2008 bestritt Asikainen seinen ersten A-Weltcup in Kuusamo und beendete diesen auf Platz 43. Er erreichte in der Kombination meist nur Top40-Platzierungen, wobei er zumeist im Skispringen besser abschnitt und später im Langlauf Plätze verlor.
Bei der Junioren-Weltmeisterschaft 2009 konnte er im ersten Wettkampf (HS100/5 km) den 26. Platz erringen und im zweiten Wettkampf (HS100/10 km) den 23. Platz. Mit dem Team kam er auf den 10. Platz. Im selben Jahr wurde er auch bei der Nordischen Ski-WM eingesetzt. Hier erreichte er einen 47. Platz im Massenstart (HS134/10 km) sowie einen 33. Platz im Gundersen-Wettkampf mit Sprung von der HS100 und einen achten Platz im Teamwettkampf mit Sprung von der HS134, gemeinsam mit Jaakko Tallus, Jim Härtull und Janne Ryynänen.
Im Sommer 2010 startete Asikainen erstmals bei Continental-Cup-Wettkämpfen der Spezialspringer, nachdem er im Frühjahr desselben Jahres in seinem Facebook-Profil den Wechsel bekannt gegeben hatte. Dabei kam er jedoch nur in Wisła als 27. in den 2. Durchgang. Im Winter startete Asikainen ausschließlich im Continental Cup, erreichte jedoch nie den 2. Durchgang. Bei den Estnischen Meisterschaften im Skispringen 2011 durfte er als Gast teilnehmen und belegte den dritten Platz. Beim Sommerspringen am 22. September 2012 in Klingenthal konnte er als Zweiter hinter Wolfgang Loitzl seine erste Podiumsplatzierung im Continental Cup der Spezialspringer erreichen. Am 25. November 2012 debütierte er im norwegischen Lillehammer im Skisprung-Weltcup, schied jedoch als 39. bereits im ersten Durchgang aus. Am folgenden Wochenende konnte er im heimischen Kuusamo als 23. dann seine ersten acht Weltcuppunkte erreichen.
Asikainen hielt von 2007 bis 2010 den Schanzenrekord von 100 m auf dem Paradiskullen (K90) im schwedischen Örnsköldsvik.

## Statistik

### Skispringen

#### Weltcup-Platzierungen
| Saison  | Platz | Punkte |
| ------- | ----- | ------ |
| 2012/13 | 46.   | 50     |
| 2013/14 | 53.   | 077    |
| 2014/15 | 30.   | 157    |
| 2015/16 | 48.   | 042    |

#### Grand-Prix-Platzierungen
| Saison | Platz | Punkte |
| ------ | ----- | ------ |
| 2013   | 67.   | 18     |
| 2014   | 31.   | 78     |
| 2015   | 37.   | 65     |